# Departement Áncash
Áncash (španělsky Región Áncash) je region v západním Peru. Leží na pobřeží Tichého oceánu a sousedí s departementy Lima, La Libertad, Huánuco a Pasco. Hlavním městem departementu je Huaraz, největším však město Chimbote. Název region nese po slově anqash pocházejícího z kečuánštiny. Regionem procházejí dvě pohoří, a to Cordillera Blanca a Cordillera Negra a leží zde vrcholy jako Huascarán (nejvyšší vrchol Peru) nebo Alpamayo. Regionem dále protéká řeka Santa a nachází se zde údolí Cañón del Pato.  
Departement leží na trase zvané Panamericana, přičemž území departementu je významně ovlivněno studeným Peruánským proudem. Celkem 77 % obyvatel jsou katolíci, 16 % evangelikáni a asi 5 % obyvatel tvoří ateisté. Dominantním etnikem v regionu je Mestic (55 %), ale jsou zde také početné menšiny Kečuú (35 %), bělochů (5 %) a černochů (3 %). Mateřským jazykem pro většinu obyvatel je španělština následovaná kečuánštinou. Region má třetí nejvyšší souhrný HDP v Peru, přičemž dominantní je zde těžební průmysl zaměřující se na těžbu zlata, mědi a zinku. 